# Notobatrachus
Il notobatraco (gen. Notobatrachus) è un anfibio estinto, appartenente agli anuri. Visse nel Giurassico medio (Batoniano - Calloviano, circa 167 - 164 milioni di anni fa) e i suoi resti fossili sono stati ritrovati in Argentina.

## Descrizione
Questo animale, al contrario di altre "rane" primitive come Vieraella e Prosalirus, era di dimensioni ragguardevoli, e poteva raggiungere i 20 centimetri di lunghezza. Tra le varie caratteristiche di Notobatrachus si ricordano vertebre presacrali anficele (concave sia anteriormente che posteriormente), costole libere associate con processi trasversi robusti, e il radioulnare privo di un olecrano ben sviluppato. Le ossa mascellari di Notobatrachus erano dotate di denti, anche se il loro numero e la posizione lungo il margine del mascellare erano differenti a seconda delle specie: nella specie tipo, N. degiustoi, i denti erano presenti lungo quasi tutta la lunghezza del mascellare, mentre in N. reigi erano presenti solo nel primo terzo del mascellare. 

## Classificazione
Notobatrachus venne descritto per la prima volta nel 1956 da Osvaldo Reig, sulla base di numerosi fossili ritrovati in terreni del Batoniano della Patagonia e classificati come Notobatrachus degiustoi; i fossili comprendono molti esemplari di varie dimensioni e diversi gradi di sviluppo, ed è quindi stato possibile ricostruire parte della sequenza ontogenetica. Un'altra specie leggermente più recente risalente al Calloviano, sempre proveniente dalla Patagonia, è N. reigi (Baez e Nicoli, 2008). Questa specie è nota per esemplari più frammentari.
Notobatrachus è stato attribuito alla famiglia attuale dei Leiopelmatidae (Sanchiz, 1998), ma alcuni autori hanno ritenuto che alcune caratteristiche plesiomorfiche di Notobatrachus non permettano di ascriverlo ad alcuna famiglia di anuri attuali; questo animale sarebbe da escludere dai veri e propri anuri, seppur nell'ambito del clade Salientia che comprende anche gli immediati outgroups degli anuri, come Triadobatrachus e Czatkobatrachus (Escapa et al., 2008).